# Удосолово
Удосолово — деревня в Котельском сельском поселении Кингисеппского района Ленинградской области.

## История
Впервые упоминается в Писцовой книге Водской пятины 1500 года как село Удосоль (Вудосоль) в Каргальском погосте Копорского уезда.
Затем как деревня Vdasala by в Каргальском погосте в шведских «Писцовых книгах Ижорской земли» 1618—1623 годов.
На карте Ингерманландии А. И. Бергенгейма, составленной по шведским материалам 1676 года, она обозначена как деревня Udensalo.
На шведской «Генеральной карте провинции Ингерманландии» 1704 года — как село Udensela и в нём Rÿs Kÿrk (русская церковь).
Как безымянное село — на «Географическом чертеже Ижорской земли» Адриана Шонбека 1705 года.
Как мыза Удска — на карте Ингерманландии А. Ростовцева 1727 года.
Как село Удасово упоминается на карте Санкт-Петербургской губернии Я. Ф. Шмидта 1770 года.
В награду за долговременную службу село было подарено лейб-медику Ивану Леонтьевичу Блоку.
На карте Санкт-Петербургской губернии Ф. Ф. Шуберта 1834 года обозначено село Удосолово, состоящее из 71 крестьянского двора.

УДОСОЛО — село принадлежит полковнице Блок, число жителей по ревизии: 202 м. п., 203 ж. п.; В оном: церковь деревянная во имя святого Михаила Архангела. (1838 год)

На этнографической карте Санкт-Петербургской губернии П. И. Кёппена 1849 года оно упомянуто как село «Udossolo» населённое русскими.
Согласно карте профессора С. С. Куторги 1852 года село называлось Удосолово и состояло из 70 дворов.

УДОСОЛО — деревня наследников гвардии поручика Блока, 10 вёрст по почтовой, а остальное по просёлкам, число дворов — 56, число душ — 155 м. п. (1856 год)

В 1868—1869 годах временнообязанные крестьяне деревни выкупили свои земельные наделы у Н. А., А. И. и Ф. И. Блок и стали собственниками земли.

УДОСОЛО — деревня, число жителей по X-ой ревизии 1857 года: 140 м. п., 149 ж. п., всего 289 чел.

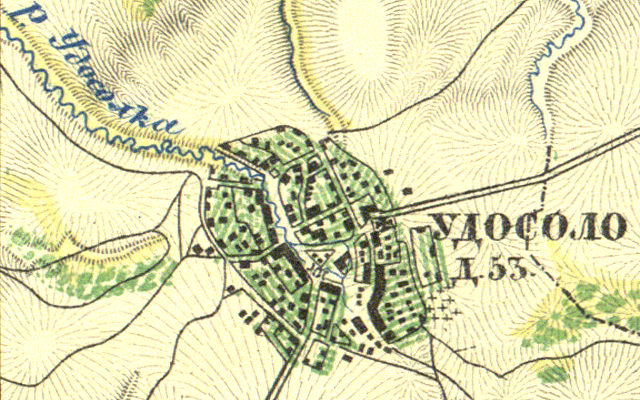
План села Удосолово. 1860 год

Согласно «Топографической карте частей Санкт-Петербургской и Выборгской губерний» в 1860 году село называлось Удосоло и насчитывало 53 крестьянских двора.

УДОСОЛО — село владельческое при реке Удосолке, число дворов — 59, число жителей: 144 м. п., 154 ж. п.; Церковь православная. Ярмарка. (1862 год)

УДОСОЛО — деревня, по земской переписи 1882 года: семей — 64, в них 136 м. п., 186 ж. п., всего 322 чел.

Сборник Центрального статистического комитета описывал село так:

УДОСОЛО — село бывшее владельческое, дворов — 63, жителей — 266. Церковь православная, школа, лавка, ярмарка 18 августа. (1885 год)

По земской переписи 1899 года:

УДОСОЛО — деревня, число хозяйств — 59, число жителей: 119 м. п., 157 ж. п., всего 276 чел.;
 разряд крестьян: бывшие владельческие; народность: русская

В конце XIX — начале XX века деревня административно относилась к Ратчинской волости 2-го стана Ямбургского уезда Санкт-Петербургской губернии.
В 1914 году по ходатайству председателя Удосольского церковно-приходского попечительства действительного статского советника Фёдора Ивановича Блока были ассигнованы средства на содержание 8 питомцев в приюте-общежитии при двухклассном министерском училище в деревне Удосолово.
С 1917 по 1923 год деревня Удосолово входила в состав Удосоловского сельсовета Ратчинской волости Кингисеппского уезда.
С 1923 года в составе Котельской волости.
С 1924 года в составе Тютицкого сельсовета.
С 1925 года в составе Велькотского сельсовета.
По данным переписи 1926 года:

УДОСОЛОВО — деревня Велькотского сельсовета, 77 семей, 274 человека

русские: 132 м. п., 135 ж. п., татары: 1 м. п., немцы: 1 м. п., 1 ж. п., ижоры: 2 м. п., 2 ж. п..

С 1927 года в составе Котельского района.
В 1928 году население деревни Удосолово также составляло 274 человека.
Согласно топографической карте 1930 года деревня насчитывала 83 двора, в центре деревни находились церковь и школа.
С 1931 года в составе Кингисеппского района.
По данным 1933 года деревня Удосолово являлась административным центром Велькотского сельсовета Кингисеппского района, в который входили 6 населённых пунктов: деревни Арболово, Велькота, Нарядово, Перелесье, Сашино, Удосолово, общей численностью населения 1280 человек.
По данным 1936 года в состав Велькотского сельсовета входили 7 населённых пунктов, 282 хозяйства и 5 колхозов.

План деревни Удосолово. 1938 год

Согласно топографической карте 1938 года деревня насчитывала 78 дворов. В деревне находились: почта, сельсовет, церковь и школа.
Деревня была освобождена от немецко-фашистских оккупантов 30 января 1944 года.
С 1954 года в составе Удосоловского сельсовета.
В 1958 году население деревни Удосолово составляло 137 человек.
По данным 1966 и 1973 годов деревня Удосолово также находилась в составе Удосоловского сельсовета и являлась его административным центром.
По данным 1990 года деревня Удосолово входила в состав Котельского сельсовета.
В 1997 году в деревне Удосолово проживали 46 человек, в 2002 году — 85 человек (русские — 94 %), в 2007 году — 41.

## География
Деревня расположена в северо-восточной части района на автодороге 41К-008 (Петродворец — Криково).
Расстояние до административного центра поселения — 12 км.
Расстояние до районного центра — 34 км.
Расстояние до ближайшей железнодорожной платформы Куммолово — 12 км.

## Экология
Постановлением правительства Российской Федерации от 08.10.2015 № 1074 деревня Удосолово включена в перечень населённых пунктов, находящихся в границах зон радиоактивного загрязнения вследствие катастрофы на Чернобыльской АЭС и отнесена к зоне проживания с льготным социально-экономическим статусом.

## Демография
| 1862 | 2007 | 2010 | 2017 |
| ---- | ---- | ---- | ---- |
| 298  | ↘41  | ↗51  | ↘48  |

### Национальный состав
Согласно данным Всероссийской переписи населения 2021 года в деревне проживали 43 человека, из них:
 русские — 36, армяне — 7 человек.

## Достопримечательности
Близ деревни находится каменный могильник, верхний ярус захоронения: II—III вв. н. э., нижний: I в. до н. э. — I в. н. э..
Здесь же сохранилась полуразрушенная церковь Архистратига Михаила, построенная в начале XIX века.